# خانه امن (فیلم ۱۹۹۸)
«خانه امن» (انگلیسی: Safe House) یک فیلم جاسوسی آمریکایی به کارگردانی اریک استیون استال است که در سال ۱۹۹۸ منتشر شد.